# Цвітне (Астраханська область)
Цвітне (рос. Цветное) — село у Володарському районі Астраханської області Російської Федерації.
Населення становить 1121 особу (2010). Входить до складу муніципального утворення Цвєтновська сільрада.

## Історія
Населений пункт розташований на території українського етнічного та культурного краю Жовтий Клин. Згідно із законом від 6 серпня 2004 року органом місцевого самоврядування є Цвєтновська сільрада.

## Населення
| 2002 | 2010  |
| ---- | ----- |
| 1196 | ↘1121 |